# Ashley Benson
Ashley Victoria Benson (* 18. prosinec 1989, Long Beach, Kalifornie, USA) je americká herečka a příležitostná modelka. Nejvíce se proslavila rolí Hanny Marinové v seriálu stanice Freeform Prolhané krásky.

## Životopis
Narodila se v Kalifornii, má jednu starší sestru. Ve třech letech začala tančit balet, hip hop a jazz. Ráda zpívala a již ve čtyřech letech zpívala sólo při Vánočním koncertě v kostele. Účinkovala také v několika sborech. V pěti letech se objevovala v katalozích a v osmi letech začala spolupracovat s modelingovou agenturou.

## Kariéra
V roce 1999 odstartovala svojí hereckou kariéru. Začala se objevovat v komerčních televizích a v několika hudebních videoklipech. Účinkovala v mnoha reklamách a poté i v seriálech. V roce 2004 se objevila v seriálu Tak jde čas jako Abigail Deverauxová. V témže roce se objevila také v seriálech Křižovatky Medicíny, Zoey 101 nebo v seriálu Sedmé nebe. Ve všech ztvárnila jen menší role. V roce 2006 si střihla roli v seriálu O.C. V roce 2007 si zahrála ve filmu Bravo, girls: Hurá do toho! Další film ve kterém se objevila byl I Bart má holku nebo Přes noc třicítkou. Seriál, kde získala větší pozornost byl Městečko Eastwick. Tam hrála po dobu 12 epizod dceru hlavní postavy. V roce 2010 získala velkou roli v seriálu Prolhané krásky. Seriál se točí okolo čtyř kamarádek, jejichž dlouholetá přítelkyně Alison byla zavražděna a ony se snaží zjistit, kdo a proč ji zabil. Dostávají také záhadné a výhrůžné zprávy, jejíž autor se vždy podepíše jako „A.“ V hlavních rolích spolu s ní hrají Troian Bellisario, Shay Mitchell a Lucy Hale.
V roce 2013 se herečka objevila ve filmu Spring Breakers spolu s Vanessou Hudgensovou, Jamesem Francem a Selenou Gomezovou. V roce 2015 si zahrála Emmu ve filmu Ratter, dívku, která je sledována skrz elektronické spotřebiče. Také se objevila ve filmu Pixely. V roce 2016 si zahrála roli Margaret ve filmu Elvis & Nixon.

## Osobní život
Během let 2008 až 2009 chodila s Justinem Thornem.Od roku 2011 do roku 2017 chodila s Ryanem Goodem. Na natáčení seriálu Prolhané krásky se seznámila s hercem Tylerem Blackburnem a mluvilo se o tom, že dvojice spolu chodí. Od roku 2018 chodila s modelkou a herečkou Carou Delevingne. Na začátku roku 2020 se pár údajně rozešel.

## Filmografie

### Filmy
| Rok  | Název                            | Role                   | Poznámky            |
| ---- | -------------------------------- | ---------------------- | ------------------- |
| 2004 | Přes noc třicítkou               | Jedna ze skupiny dívek |                     |
| 2005 | Neighbors                        | Mindy                  | Krátkometrážní film |
| 2007 | Bravo, girls: Hurá do toho!      | Carson                 |                     |
| 2008 | Maturitní sex                    | Alice                  |                     |
| 2008 | Skandál texaských roztleskávaček | Brooke Tippit          |                     |
| 2010 | Vánoční duch                     | Caitlin Quinn          |                     |
| 2012 | Spring Breakers                  | Brit                   |                     |
| 2012 | Time Warrior                     | Stephanie              |                     |
| 2015 | Ratter                           | Emma Taylor            |                     |
| 2015 | Pixely                           | Lady Lisa              |                     |
| 2016 | Elvis & Nixon                    | Margaret               |                     |
| 2017 | Chronicky metropolitní           | Jessie                 |                     |
| 2018 | Her Smell                        | Roxie Rotten           |                     |

### Televize
| Rok       | Název                      | Role               | Poznámky                    |
| --------- | -------------------------- | ------------------ | --------------------------- |
| 2002      | Policejní okrsek           | Melissa Howell     | díl: „Explicit Activities“  |
| 2002      | Nikky                      | Tanečnice          | díl: „Working Girl“         |
| 2002      | Západní křídlo             | Dívka              | díl: „Game On“              |
| 2004      | Křižovatky medicíny        | April              | díl: „Cape Cancer“          |
| 2005      | Sedmé nebe                 | Margot             | 2 díly                      |
| 2005      | Zoey 101                   | Candice            | díl: „Quinn's Date“         |
| 2006      | O.C.                       | Riley              | díl: „The Summer Bummer“    |
| 2004–2007 | Tak jde čas                | Abigail Deveraux   | hlavní role                 |
| 2008      | Kriminálka Miami           | Amy Beck           | díl: „Bomba“                |
| 2008      | Lovci duchů                | Tracy Davis        | díl: „Pekelný Halloween“    |
| 2009–2010 | Městečko Eastwick          | Mia Torcoletti     | hlavní role, 12 dílů        |
| 2012      | Napálené celebrity         | Sama sebe          | díl: „Heather Morris“       |
| 2013      | Jak jsem poznal vaši matku | Carly              | Díl: „Do prstenu“           |
| 2013      | Hey Tucker!                | Ashley             | mini-seriál, 2 díly         |
| 2013–2014 | Ravenswood                 | Hanna Marin        | 2 díly                      |
| 2014      | Griffinovi                 | Dakota (hlas)      | díl: „Brian je špatný otec“ |
| 2015      | Barely Famous              | Sama sebe          | díl: „Bananas Foster“       |
| 2010–2017 | Prolhané krásky            | Hanna Marin/Rivers | hlavní role, 160 dílů       |

### Internet
| Rok  | Název                  | Role   | Poznámky                    |
| ---- | ---------------------- | ------ | --------------------------- |
| 2011 | CollegeHumor Originals | Ashley | díl: „Secret Girl Language“ |

### Hudební videoklipy
| Rok  | Název                            | Role           |
| ---- | -------------------------------- | -------------- |
| 2002 | „True Love“                      | Lil' Romeo     |
| 2007 | „That Girl“                      | NLT            |
| 2008 | „We Don't Have to Look Back Now“ | Puddle of Mudd |
| 2010 | „Blacklight“                     | One Call       |
| 2012 | „Honestly“                       | Hot Chelle Rae |

## Ocenění a nominace
| Rok  | Ocenění                                   | Kategorie                                                                                                | Práce           | Výsledek  |
| ---- | ----------------------------------------- | --- | --------------- | --------- |
| 2011 | Young Hollywood Awards                    | nejlepší obsazení (sdíleno s Troian Bellisario, Lucy Hale a Shay Mitchell)                               | Prolhané krásky | vítězství |
| 2011 | Youth Rock Awards                         | nejlepší televizní herečka                                                                               | Prolhané krásky | vítězství |
| 2013 | Alliance of Women Film Journalists Awards | herečka, která nutně potřebuje nového agenta (sdíleno s Rachel Korine, Selenou Gomez a Vanessou Hudgens) | Spring Breakers | nominace  |
| 2013 | Capricho Awards                           | nejlepší muchlovačka (sdíleno s Vanessou Hudgens a Jamesem Francem)                                      | Spring Breakers | nominace  |
| 2013 | Capricho Awards                           | nejlepší mezinárodní herečka                                                                             | Prolhané krásky | nominace  |
| 2014 | MTV Movie Awards                          | nejlepší polibek (sdíleno s Vanessou Hudgens a Jamesem Francem)                                          | Spring Breakers | nominace  |
| 2014 | Teen Choice Awards                        | letní televizní hvězda: žena                                                                             | Prolhané krásky | vítězství |
| 2014 | Teen Choice Awards                        | ikona značky Candie's                                                                                    |                 | nominace  |
| 2015 | People's Choice Awards                    | nejlepší televizní herečka kabelové televize                                                             | Prolhané krásky | nominace  |
| 2015 | Teen Choice Awards                        | letní televizní hvězda: žena                                                                             | Prolhané krásky | vítězství |
| 2016 | People's Choice Awards                    | nejlepší televizní herečka kabelové televize                                                             | Prolhané krásky | nominace  |
| 2016 | Teen Choice Awards                        | nejlepší televizní herečka: drama                                                                        | Prolhané krásky | vítězství |
| 2016 | Teen Choice Awards                        | nejlepší televizní chemie (sdíleno s Tylerem Blackburnem)                                                | Prolhané krásky | vítězství |
| 2017 | People's Choice Awards                    | nejlepší televizní herečka kabelové televize                                                             | Prolhané krásky | nominace  |